# Auguste de Molin

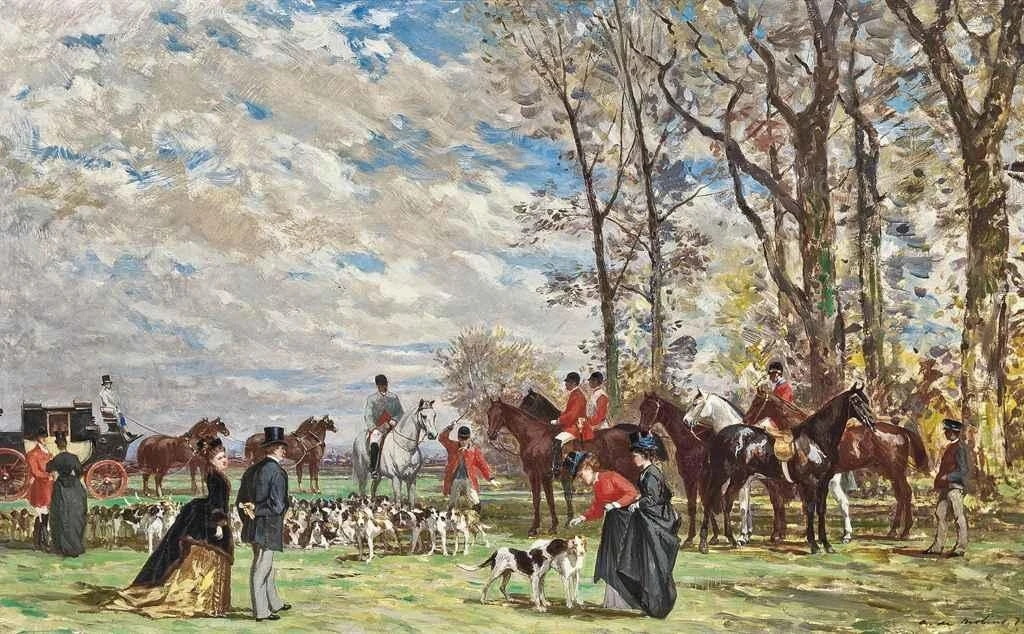
Auguste de Molin: Treibjagd, 1874

Auguste de Molin, auch Auguste de Molins und Auguste Molin genannt (* 6. Mai 1821 in Lausanne; † 28. Juni 1890 in Lausanne), war ein Schweizer Tier-, Jagd- und Reisemaler. Er wurde bekannt durch seine Teilnahme an der Ersten Impressionisten-Ausstellung 1874 in Paris.

## Leben

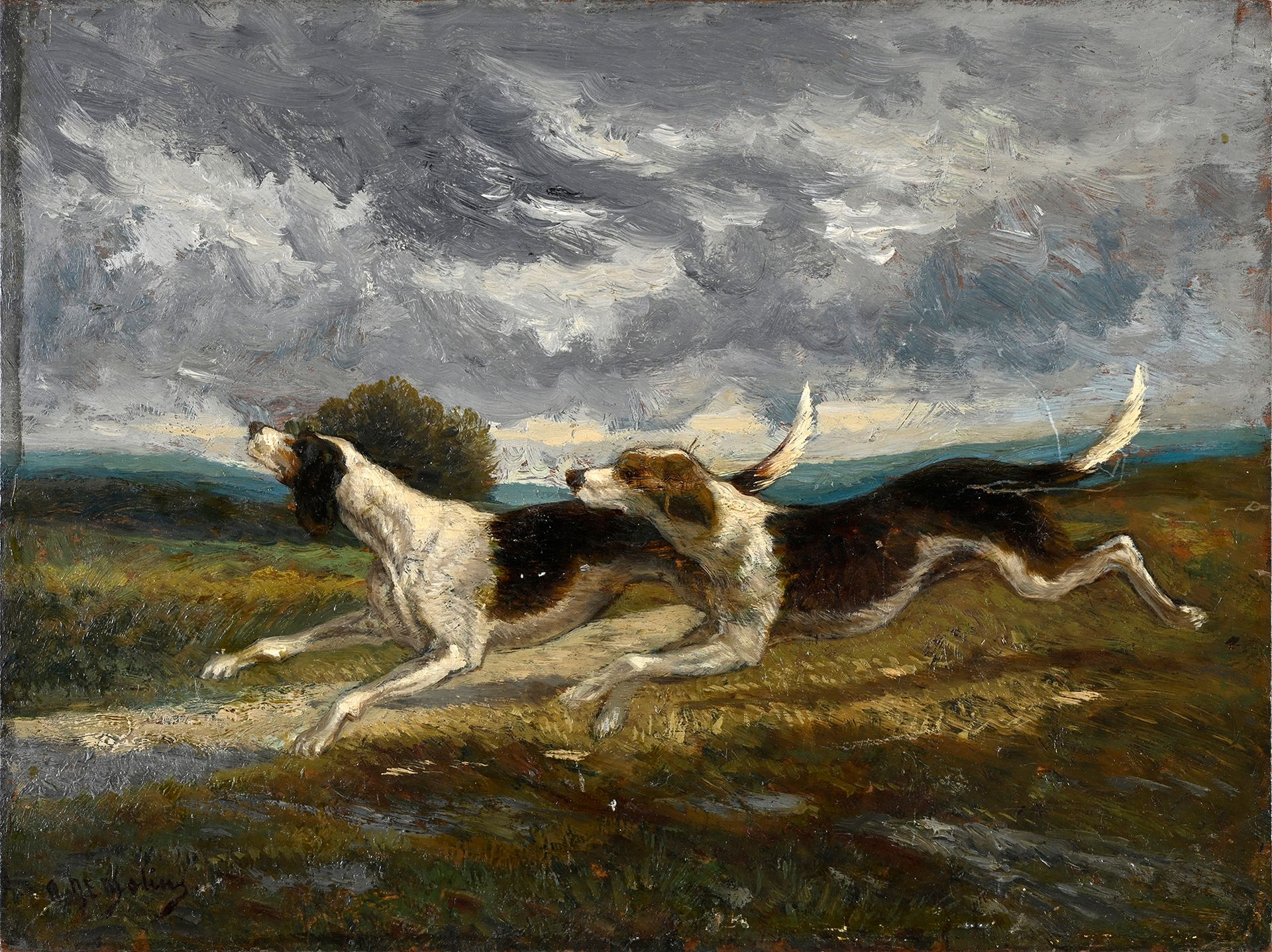
Auguste de Molin: Zwei dreifarbige Anglo-Franzosen (Hunde) beim Rennen in einer Landschaft mit stürmischem Himmel

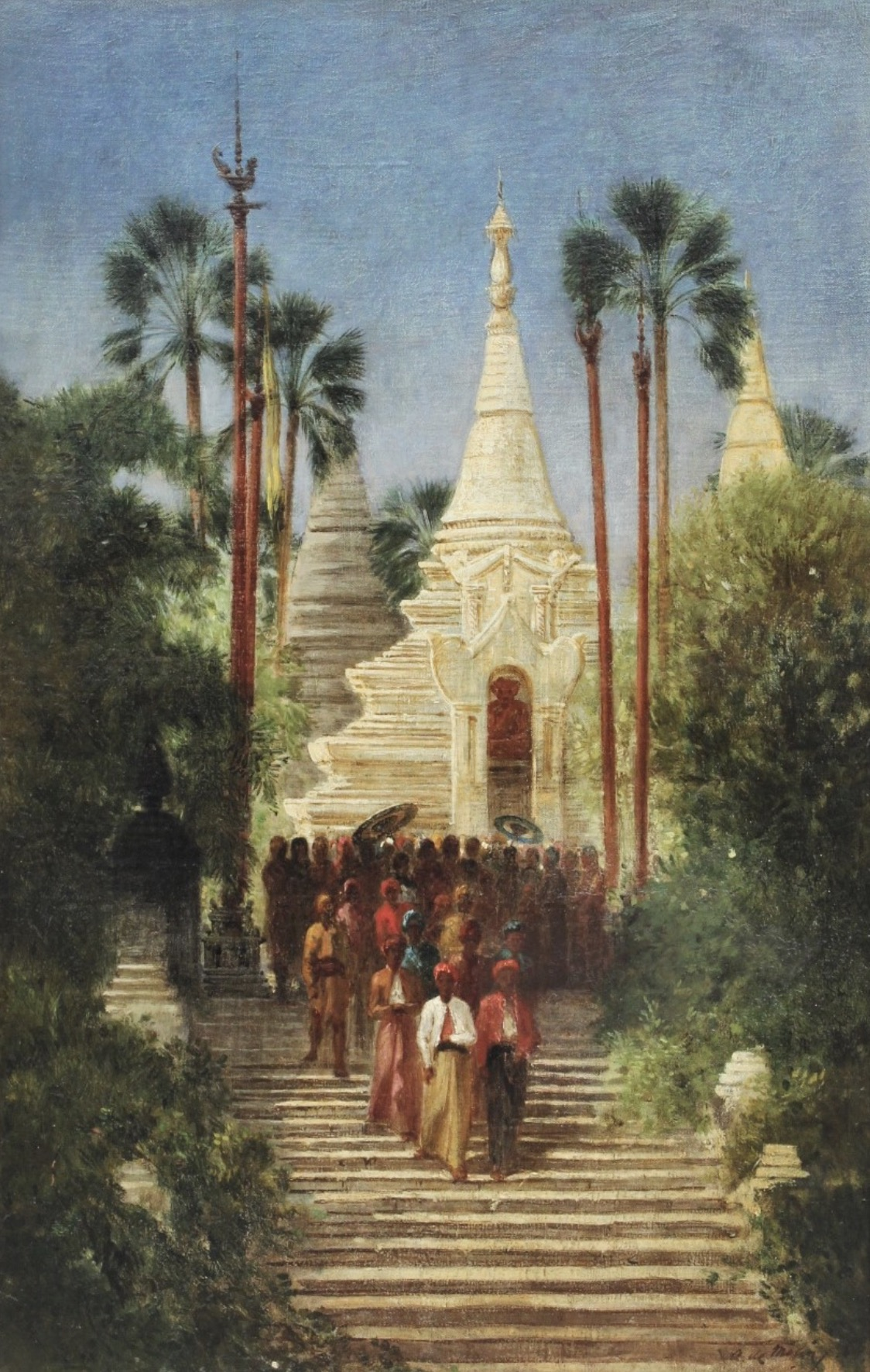
Auguste de Molin: Pagoden auf der Insel Poulo Penang, 1864

Auguste de Molin war der Sohn des Genfer Bankiers Jean-Samuel-Antoine de Molin. Er erhielt seine Ausbildung zum Maler in Genf bei Alexandre Calame und Charles Humbert. Es folgten Auslandaufenthalte in Frankreich, Algerien und Indonesien.
In Paris stellte Auguste de Molin mit den Malern der École de Barbizon im Pariser Salon aus. Sein künstlerischer Werdegang zeugt von seinem Bestreben, sich den Liberalisierungstendenzen des Pariser Kunstmarktes in der zweiten Hälfte des 19. Jahrhunderts anzuschliessen. In diesem Zusammenhang steht auch seine Teilnahme an der Ersten Impressionisten-Ausstellung 1874. Dort stellte er im Atelier von Nadar zusammen mit 29 anderen Künstlern (darunter Claude Monet, Berthe Morisot, Pierre Auguste-Renoir u. a. weniger bekannte Künstler) vier Ölgemälde aus, die im Ausstellungskatalog unter Auguste de Molins verzeichnet sind: 92: The Coming storm. 93: Rendez-vous de chasse: 94. Relai de chiens. 94bis: Rendez-vous de chasse.
Von Pierre-Auguste Renoir erwarb Auguste de Molin das Gemälde La Grisette und an der Impressionisten-Auktion am 24. März 1875 im Hôtel Drouot zwei weitere Renoir-Gemälde.
Um 1880 liess er sich in Lausanne nieder, wo er Zeichen- und Malunterricht gab.